# Цзинганшань
Цзинганша́нь (кит. упр. 井冈山, пиньинь Jǐnggāngshān) — городской уезд городского округа Цзиань провинции Цзянси (КНР).

## История
В первой половине XIV века, во времена монгольской империи Юань, в северной части этих земель был создан уезд Юннин (永宁县). После Синьхайской революции в Китае была проведена сверка названий уездов по всей стране, и выяснилось, что в разных частях Китайской Республики имеется 4 уезда с названием «Юннин», поэтому в 1914 году уезд Юннин провинции Цзянси был переименован в Нинган (宁冈县).
В 1928 году в горном массиве Цзинганшань на стыке уездов Нинган и Суйчуань коммунисты основывали революционную базу, и до 1934 года эти места являлись частью Китайской Советской Республики.
После образования КНР в 1949 году был создан Специальный район Цзиань (吉安专区), и эти места вошли в его состав.
1 января 1959 года уезд Нинган был присоединён к уезду Юнсинь. С 1 июля его территория была вновь выделена из уезда Юнсинь, и вместе с волостью Цзинганшань из уезда Суйчуань стала Цзинганшаньским управлением (井冈山管理局), подчинённым напрямую правительству провинции Цзянси. Постановлением Госсовета КНР от 7 января 1960 года вместе со структурами Цзинганшаньского управления были восстановлены структуры уезда Нинган. 6 декабря 1961 года уезд Нинган был отделён от Цзинганшаньского управления, и уезд Нинган стал подчиняться властям Специального района Цзиань.
В мае 1968 года Специальный район Цзиань был переименован в Округ Цзинганшань (井冈山地区), а Цзинганшаньское управление — в Цзинганьшаньский революционный комитет, подчинённый властям округа Цзинганшань. В 1978 году было воссоздано Цзинганшаньское управление, подчинённое напрямую провинциальным властям.
В 1979 году Округ Цзинганшань был переименован в Округ Цзиань (吉安地区).
В 1981 году Цзинганшаньское управление было преобразовано в уезд Цзинганшань (井冈山县), подчинённый властям округа Цзиань.
Постановлением Госсовета КНР от 13 декабря 1984 года уезд Цзинганшань был преобразован в городской уезд.
Постановлением Госсовета КНР от 11 мая 2000 года округ Цзиань был преобразован в городской округ Цзиань; при этом уезд Нинган был присоединён к городскому уезду Цзинганшань.

## Административное деление
Городской уезд делится на 2 уличных комитета, 5 посёлков и 12 волостей.